# Institut supérieur de l'automobile et des transports
Het Institut supérieur de l'automobile et des transports, ook wel ISAT, is een in 1991 opgerichte grande école (technische universiteit) in Nevers.
ISAT is de enige Franse ingenieursopleiding die gespecialiseerd is in de automobielindustrie.

## Diploma
Mensen met een diploma van het ISAT worden bijvoorbeeld technisch manager of onderzoeker in een werkbouwkundige omgeving.
Diploma's die te behalen zijn:
- Ingenieursdiploma Master : 'Ingénieur ISAT' (300 ECTS)
- Master of Science.

## Onderzoekslaboratoria
- Energie, voortstuwing en milieu
- Intelligente voertuigen
- Duurzaamheid en samengestelde structuren
- Trillingen en transportakoestiek.